# جورجا (ستيو)
جورجا (بالإيطالية: Gorga)‏، تُعرف أيضًا باسم جورجا سيلينتو، وهي القرية الصغيرة (فراتسيوني) والوحيدة في بلدية ستيو في مقاطعة سلرنو بمنطقة كمبانية، جنوب إيطاليا. اعتبارًا من عام 2016 وصل عدد سكانها إلى 160.